# Priocnemis monachus
Priocnemis monachus är en stekelart som först beskrevs av Smith 1855.  Priocnemis monachus ingår i släktet sågbenvägsteklar, och familjen vägsteklar. Inga underarter finns listade i Catalogue of Life.